# Bartrés
Bartrés (en francès Bartrès) és un municipi francès situat al departament dels Alts Pirineus i a la regió d'Occitània. Conserva com a monument el lloc on Bernadeta Sobirós guardava les ovelles.

## Demografia
| 1962                                       | 1968 | 1975 | 1982 | 1990 | 1999 | 2007 |
| ------------------------------------------ | ---- | ---- | ---- | ---- | ---- | ---- |
| 163                                        | 167  | 197  | 302  | 349  | 351  | 469  |
| Des de 1962: població sense dobles comptes |      |      |      |      |      |      |

## Administració
| Període | Identitat    | Partit |
| ------- | ------------ | ------ |
| 2001-   | Gérard Clave |        |